# Landratsbezirk Seligenstadt
Der Landratsbezirk Seligenstadt war ein Landratsbezirk in der Provinz Starkenburg des Großherzogtums Hessen mit Sitz in Seligenstadt. 1821 gegründet, ging er 1832 im Kreis Offenbach auf.

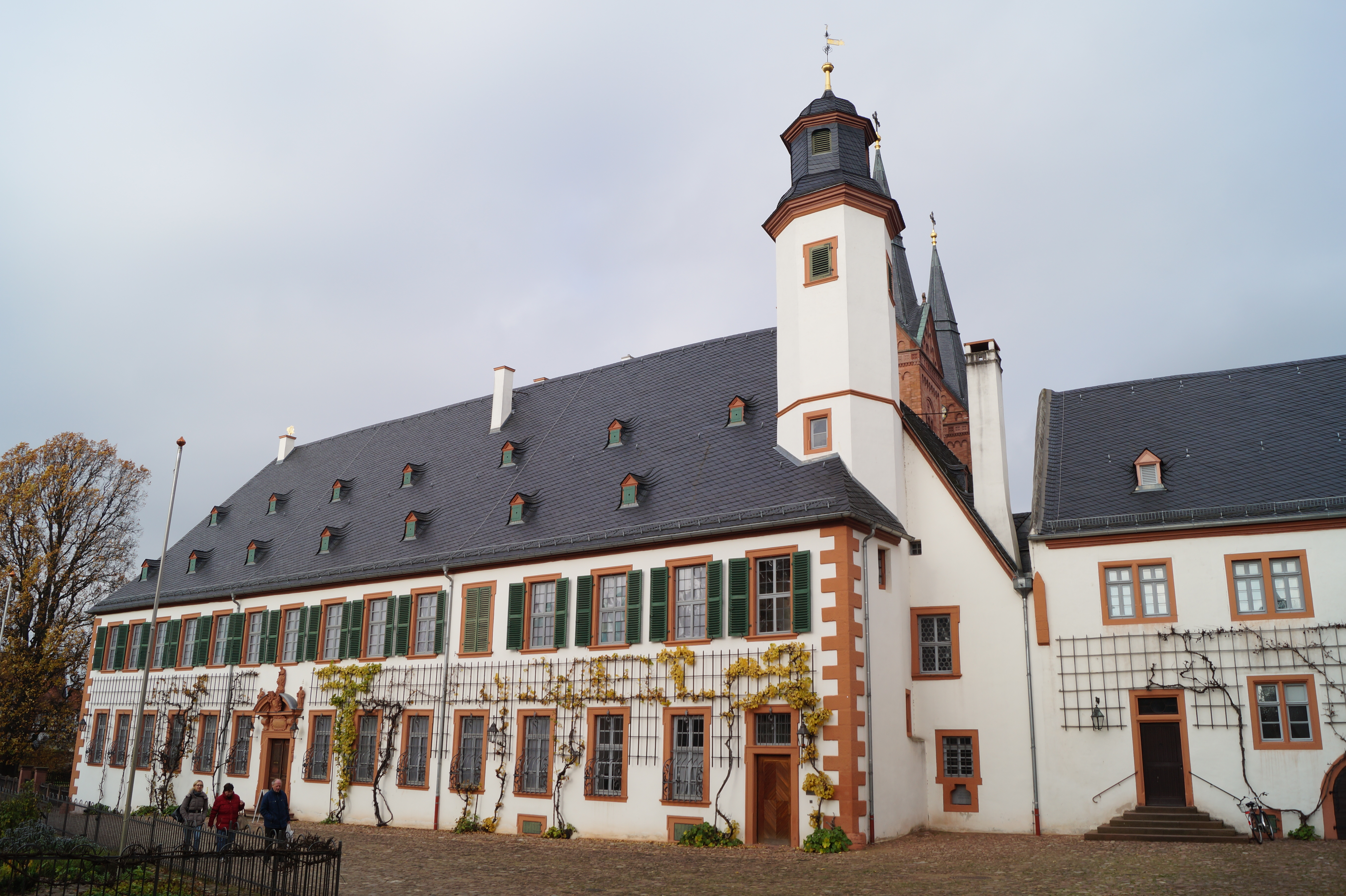
Prälatur-Flügel des Klosters Seligenstadt – Amtssitz des Landrates

## Geschichte

### Entstehung
Im Zuge der Justiz- und Verwaltungsreform von 1821 im Großherzogtum wurden auch auf unterer Ebene Rechtsprechung und Verwaltung getrennt und die Aufgaben der überkommenen Ämter in Landratsbezirken (zuständig für die Verwaltung) und Landgerichten (zuständig für die Rechtsprechung) neu organisiert. Der Landratsbezirk Seligenstadt entstand dabei aus
- dem Amt Seligenstadt,
- dem Amt Steinheim,
- dem Amt Babenhausen außer den Orten Kleestadt und Langstadt[Anm. 1] und
- dem Patrimonialgericht Heusenstamm.

Der Bezirk bestand aus 18 vormals kurmainzischen, fünf vormals hanau-hessen-kassel‘schen und drei ritterschaftlichen Orten. Bis auf die ritterschaftlichen Orte handelte es sich um Dominiallande, also Gebiete, in denen die Hoheitsrechte komplett beim Staat lagen. In den zur Herrschaft Heusenstamm gehörenden Orten besaßen die Grafen von Schönborn die patrimonialgerichtsherrlichen Rechte und Pflichten. Aber bereits vor der Umstrukturierung von 1821 war zwischen dem Staat und den Grafen von Schönborn vereinbart worden, dass „Vermöge Übereinkunft mit dem Patrimonialgerichtsherren zu Heusenstamm, Grafen von Schönborn, […] die patriomonialgerichtsherrlichen Justiz- und Polizeigerechtsame im Gericht Heusenstamm von dem Landrath zu Seligenstadt und dem Landrichter zu Steinheim im Namen des Gerichtsherren ausgeübt [werden]“. Der Staat besaß also im Amt Seligenstadt die Hoheitsrechte faktisch in vollem Umfang.
Die Aufgaben der Rechtsprechung erster Instanz, die die nun aufgelösten Ämtern wahrgenommen hatten, wurden dem ebenfalls neu gegründeten Landgericht Steinheim übertragen.

### Auflösung
In der Gebietsreform 1832 wurden die Landratsbezirke aufgelöst und zu größeren Kreisen zusammengelegt. Deren Zuschnitt wurde kurz darauf mit einer weiteren Verordnung festgelegt. Der Landratsbezirk Seligenstadt verschmolz dabei mit dem Landratsbezirk Offenbach zum Kreis Offenbach. Das Gebiet des ehemaligen Kreises Seligenstadt gehört heute überwiegend zum Landkreis Offenbach, die ehemaligen Gemeinden Steinheim und Kleinauheim sind heute Stadtteile von Hanau.

## Interne Organisation
Der Landratsbezirk Seligenstadt war in 25 Bürgermeistereien eingeteilt, die dem Landrat unterstanden. Dabei wurden häufig mehrere kleinere Ortschaften durch eine Bürgermeisterei verwaltet. Entsprechend der Gemeindeverordnung vom 30. Juni 1821 standen den Gemeinden ein gewählter Ortsvorstand vor, der sich aus Bürgermeister, Beigeordneten und Gemeinderat zusammensetzte. Schultheißen wurden nicht mehr eingesetzt.
Bürgermeistereien
1. Babenhausen
2. Bieber
3. Dietesheim
4. Dudenhofen
5. Froschhausen
6. (Groß-)Steinheim
7. Hainhausen mit Rembrücken
8. Hainstadt
9. Harreshausen
10. Hausen
11. Hergershausen
12. Heusenstamm
13. Jügesheim
14. Klein-Auheim
15. Klein-Krotzenburg
16. Kleinsteinheim
17. Klein-Welzheim
18. Lämmerspiel
19. Mainflingen
20. Mühlheim am Main
21. Obertshausen
22. Seligenstadt
23. Sickenhofen
24. Weißkirchen
25. Zellhausen

Sitz des Landrates des Landratsbezirks Seligenstadt war das ehemalige Kloster Seligenstadt.

## Parallele Fachverwaltungen

### Finanzen
Für die Einnahmen aus Staatseigentum (den sogenannten Domanialien) gab es die Rentämter. Für die beiden Landratsbezirke Seligenstadt und Offenbach sowie für die Bürgermeistereien Dietzenbach Nieder- und Oberroden aus dem Bezirk Langen war das Rentamt Seligenstadt zuständig.
Davon getrennt war die Steuerverwaltung. Für den Landratsbezirk war der Steuerbezirk Seligenstadt zuständig, der zur Obereinnehmerei Darmstadt gehörte. Der Steuerbezirk Seligenstadt war wiederum in drei Distrikteinnehmereien gegliedert die aus: 1. Babenhausen mit Dudenhofen, Harreshausen, Hergershausen, Sickenhofen und Zellhausen; 2. Seligenstadt mit Froschhausen, Hainhausen, Jügesheim, Kleinkrotzenburg, Kleinwelzheim, Mainflingen, Rembrücken und Weißkirchen; 3. Steinheim mit Bieber, Dietesheim, Hainstadt, Hausen, Heusenstamm, Kleinauheim, Kleinsteinheim, Lämmerspiel, Mühlheim und Obertshausen; bestanden.
Der Landratsbezirk gehört zum Hauptzollamt Offenbach und hatte ein Grenzzollamt I. Classe in Seligenstadt und ein Grenzzollamt II. Classe in Steinheim.

### Forst
Die Forstverwaltung des Landratsbezirks Seligenstadt wurde vom Forst Seligenstadt wahrgenommen, der aus den fünf folgenden Forstrevieren bestand: 1. Babenhausen mit Harreshausen: 2. Dudenhofen mit Hainhausen, Hergershausen, Jügesheim und Sickenhofen; 3. Oberroden mit Dietzenbach, Eppertshausen, Messenhausen und Niederroden (alle aus dem Landratsbezirk Langen); 4. Steinheim mit Bieber, Dietesheim, Hainstadt, Hausen, Heusenstamm, Kleinauheim, Kleinkrotzenburg, Kleinsteinheim, Lämmerspiel, Mühlheim, Obertshausen, Rembrücken, Weißkirchen, Bürgel und Offenbach (die beiden Letzten aus dem Landratsbezirk Offenbach); 5. Zellhausen mit Froschhausen, Kleinwelzheim, Mainflingen und Seligenstadt.

## Kirche
Die Kirchverwaltung im Bezirk bestand aus dem Inspektorat Seligenstadt mit den folgenden lutherischen Pfarreien: 1. Babenhausen; 2. Dudenhofen; 3. Harreshausen; 4. Sickenhofen mit Hergershausen. Die katholischen Orte des Bezirks gehörten zu den folgenden Pfarreien mit ihren Filialen: 1. Bieber; 2. Heusenstamm mit Obertshausen; 3. Kleinkrotzenburg; 4 Lämmerspiel mit Hausen; 5. Mainflingen; 6. Mühlheim mit Dietesheim; 7. Seligenstadt mit Froschhausen, Kleinwelzheim und Zellhausen; 8. Steinheim mit Hainstadt, Kleinauheim, und Kleinsteinheim; 9. Weißkirchen mit Jügesheim und Rembrücken. Die Pfarrei Weißkirchen gehört zum Dieburger Landkapitel die übrigen zum Rodgauer Landkapitel.

## Historische Beschreibung
Die Statistisch-topographisch-historische Beschreibung des Großherzogthums Hessen berichtet 1829 über den Landratsbezirk Seligenstadt:
Lage und Grenzen werden beschrieben als: „Der Bezirk liegt zwischen dem 49° 55′ und 50° 8′ nördlicher Breite und zwischen dem 26° 27′ und 26° 42′ östlicher Länge. Der Hof Gräfenbruch ist ganz von Gebietstheilen des Bezirks Offenbach umgeben. Die Grenzen sind gegen Norden: der Main; gegen Osten: der Main und der bairische Untermainkreis; gegen Süden: der Bezirk Dieburg; gegen Westen: die Bezirke Langen und Offenbach.“
Die Natürliche Beschaffenheit als: „a) Oberfläche und Boden: Der Bezirk bietet großten theils große ebene Flächen dar, die nur von wenigen Anhöhen und Hügeln, wie bei Bieber, Heusenstamm, Lämmerspiel, Obertshausen, Dietesheim und Mühlheim unterbrochen werden. Es wird viel sandiger Boden gefunden, der jedoch nicht gerade unfruchtbar ist. b) Gewässer: 1) der Main; 2) die Gersprenz; 3) der Rodaubach; 4) der Bieberbach.“
Die Bevölkerung als: „Diese beträgt 18,953 Seelen, unter diesen sind 4009 Luth., 14242 Kath., 16 Reform., und 686 Juden, die zusammen 3 Städte, 23 Dörfer, überhaupt 2909 Häuser bewohnen.“
Die Naturprodukte als: „825 Pferde, 76 Fohlen, 49 Bullen, 606 Ochsen, 4315 Kühe, 4634 Rinder, 3557 Schweine, 5262 Schaafe, 218 Ziegen. Fische finden sich im Main und in der Gersprenz. Gerste und Spelz sind die Haupt-Getreidearten; Hirse Flachs und Tabak wird in großer Menge und Güte gebaut, und sind an vielen Orten Hauptprodukte; Reys, Dickrüben, Hülsenfrüchte; Braunkohlen bei Seligenstadt; Torf daselbst und bei Froschhausen; Kalksteine bei Bieder in großer Menge; Basalte bei Dietesheim, Steinheim, Kleinsteinheim; Porphyr bei Heusenstamm in großer Quantität; Brüche von Pflaster und Mauersteinen bei Lämmerspiel.“
Gewerbe und Handel als: „Ackerbau, Viehzucht. Der Flachs und Tabaksbau giebt sehr viel Nahrung und bringt viel Geld in Umlauf; die vielen bedeutenden Steinbrüche beschäftigen viele Menschen. Die Tuchmanufakturen in Seligenstadt haben in neuern Zeiten sehr ab genommen. Auch in Mühlheim sind Tuchmacher. In Seligenstadt sind auch einige Roth- und Weißgerbereien. Die Strumpfweber in Seligenstadt, Kleinkrotzenburg, Froschhausen, Mainflingen arbeiten hauptsächlich für die Hanauer Fabriken. In Babenhausen ist eine Leimfabrik, in Mühlheim eine Fabrik in gestrickten Wollwaaren, so wie auch einige Seidenstrumpfweber daselbst sind. Nicht unbedeutend ist die Kupferdruckerschwärze Fabrik in Seligenstadt. Mehrere Orte treiben Fischerei, Schiffahrt und Holzhandel. Flachs, Tabak und Steine sind die Hauptausfuhr-Artikel. Die Chaussee von Frankfurt nach Baiern geht durch die Orte Bieber, Froschhausen und Seligenstadt.“

## Landräte
- Edmund Hardy (1821 bis 1832)